# Bienvenue au club (film, 1967)
Pour les articles homonymes, voir Bienvenue au club.
Pour plus de détails, voir Fiche technique et Distribution.
Bienvenue au club (titre original : Quacker Tracker) est un court métrage d'animation américain de la série Looney Tunes, mettant en scène Speedy Gonzales contre Daffy Duck, réalisé par Rudy Larriva, sorti en 1967.

## Fiche technique
- Titre : Bienvenue au club
- Titre original : Quacker Tracker
- Titre de travail : A Hunting We Will Go-Go
- Réalisation : Rudy Larriva
- Scénario : Tom Dagenais et Don Jurwich
- Animateurs : Bob Bransford, Ed Friedman, Virgil Ross, Judge Whitaker
- Montage : Joe Siracusa
- Musique : Frank Perkins (en)
- Directeur musical : William Lava
- Producteur : Herbert Klynn
- Société de production : Format Films
- Société de distribution : Warner Bros. Pictures
- Pays d'origine :  États-Unis
- Format : Couleur (Technicolor) — 35 mm — 1,37:1 — Son : Mono
- Genre : Film d'animation, Comédie
- Durée : 6 minutes et 17 secondes
- Dates de sortie :
  - États-Unis :  29 avril 1967

## Distribution
Voix :
- version originale : 
  - Mel Blanc : Daffy Duck, Speedy Gonzales, la souris, le chasseur, le président du club
- version française : 
  - Patrick Guillemin : Daffy Duck, Speedy Gonzales
  - Michel Mella : la souris, le chasseur, le président du club